# Torre Gandini
Der Torre Gandini ist ein mittelalterlicher Wohnturm in Gandini, einem Ortsteil der Gemeinde Alta Val Tidone in der italienischen Emilia-Romagna.
Der Bau in der Provinz Piacenza steht in der Nähe der Grenze zur Provinz Pavia auf der orographisch linken Seite des Tidone-Baches, nicht weit von der Wasserscheide zwischen dem Val Tidone und dem Val Versa.

## Geschichte
Der Turm war vermutlich Teil des Verteidigungssystems der Stadt Piacenza auf der linken Seite des Tidone-Baches gegen Angriffe aus Richtung Pavia zur Kontrolle der Grenze zum Val Verso.
Im 13. Jahrhundert unterstand der der freien Stadt Piacenza, wogegen er von 1355 bis 1408 der Familie Malvicini Fontana gehörte. Die Existenz dieses Turms wird unter dem Namen „Turre Digaldinis“ in einem Dokument von 1442 erwähnt, mit dem der Herzog von Mailand, Filippo Maria Visconti, dem Condottiere Niccolò Piccinino die feudale Investitur in verschiedene Territorien im Val Tidone gewährte. Um 1765 gelangte der Turm in den Besitz einer Familie, die ursprünglich aus Spanien stammte, der Azaras.

## Beschreibung
Der Turm, der sich heute in stark einsturzgefährdetem Zustand zeigt, nachdem der als Scheune und Lager für landwirtschaftliche Produkte verwendet worden war, ist ein signifikantes Beispiel für einen Wohnturm, ein Architekturtypus, von dem er einige Stilelemente enthält, darunter ein Erdgeschoss ohne Fenster und Türen, eine Eingangstüre im ersten Obergeschoss, von der nur einige Reste erhalten sind, und kleine Fenster und Schießscharten in den oberen Stockwerken.
Der Turm hat einen rechteckigen Grundriss mit Seitenlängen von 10 Metern, bzw. 11 Metern, während die Außenmauern etwa 1,5 Meter dick sind. In seiner Mitte steht ein Pfeiler mit angeschrägter Basis, auf dem die Aufnahmen der Tragbalken des Zwischenbodens und des Daches angebracht sind.